# زبایر عدوان
زبایر عدوان یک منطقهٔ مسکونی در اردن است که در استان امان واقع شده‌است.